# Groupe d'astronautes 21

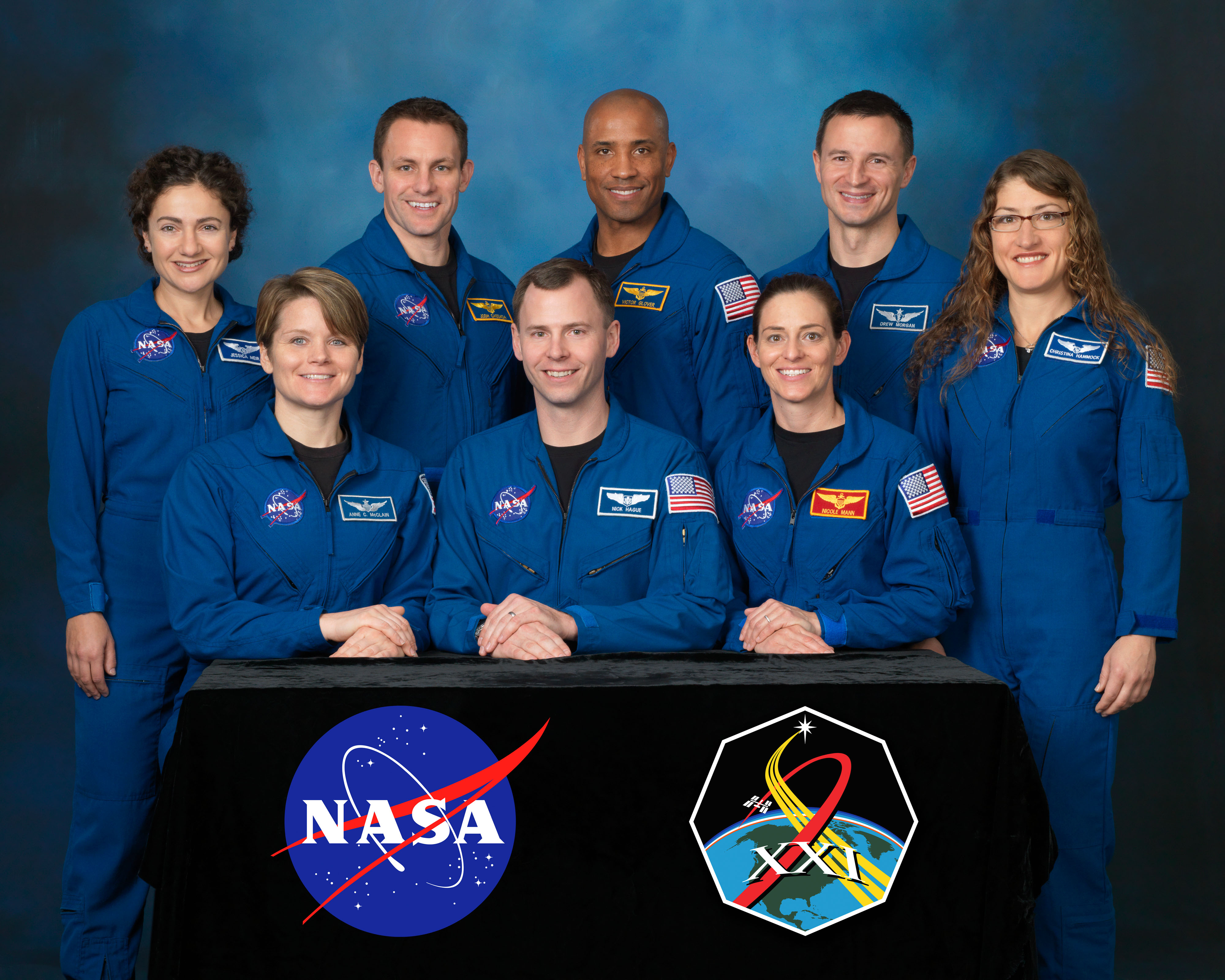
Portrait du groupe d'astronautes 21 de la NASA :
Derrière de gauche à droite : Jessica U. Meir, Josh A. Cassada, Victor J. Glover, Andrew R. (Drew) Morgan et Christina Hammock Koch.
Devant de gauche à droite : Anne C. McClain, Tyler N. (Nick) Hague et Nicole Aunapu Mann.

Le groupe d'astronautes 21 de la National Aeronautics and Space Administration (NASA) (surnommé les 8 Balls) est un groupe de huit astronautes sélectionnés en juin 2013,.

## Histoire
La NASA a annoncé la création de ce groupe d'astronautes en octobre 2011 et a accepté les candidatures des futurs astronautes entre novembre 2011 et janvier 2012. Un nombre record de 6372 candidatures ont été reçues. La seule année où la NASA a reçu plus de demandes fut, en 1978, lors des sélections pour le programme de la navette spatiale. 
Les candidats du groupe 21 sont arrivés au Centre spatial Lyndon B. Johnson à Houston au Texas pour suivre leur formation en août 2013. Elle devrait durer environ deux ans. La jeune classe se joindra aux 47 autres astronautes actifs de la NASA. L'un des objectifs à long terme de l'agence était alors d'envoyer vers 2020 une équipe sur une mission autour d’un astéroïde en approche de la Terre, et de préparer un éventuel voyage vers Mars.
Jessica Meir et Christina Koch participent ensemble, depuis l'ISS, à la première sortie spatiale entièrement féminine, le 18 octobre 2019.

## Membres du groupe
- Josh A. Cassada
- Victor J. Glover
  - Station spatiale internationale, 2020-2021 : Mission SpaceX Crew-1 - expéditions 64, 65
- Tyler N. Hague
  - Station spatiale internationale, 2018 : Mission Soyouz MS-10 (échec au lancement)
  - Station spatiale internationale, 2019 : Mission Soyouz MS-12 - expéditions 59, 60
- Christina Koch
  - Station spatiale internationale, 2019-2020 : Mission Soyouz MS-12/Soyouz MS-13 - expéditions 59, 60, 61
- Nicole Aunapu Mann
- Anne McClain
  - Station spatiale internationale, 2018-2019 : Mission Soyouz MS-11 - expéditions 58, 59
- Jessica U. Meir
  - Station spatiale internationale, 2019-2020 : Mission Soyouz MS-15 - expéditions 61, 62
- Andrew R. Morgan
  - Station spatiale internationale, 2019-2020 : Mission Soyouz MS-13/Soyouz MS-15 - expéditions 60, 61, 62